# Samuel Marx (Rabbiner)

Stammbaum Marx väterlicherseits

Rabbi Samuel Marx von Trier (eigentlich Samuel Abraham ben Mordechai Halevi; geboren im Oktober 1775 in Saarlouis; gestorben am 20. Februar 1827 in Trier) war ein Oberrabbiner und Onkel von Karl Marx.

## Die Familie

### Eltern und Geschwister
Samuel  Marx Levi, seit 1808 Samuel Marx, wurde wahrscheinlich als erstes Kind seiner Eltern, des Rabbiners Samuel Marx Levi (auch Mordechai) (geb. ca. 1746 in (Bosenberg) / Böhmen; gest. 24. Oktober 1804 in Trier) und seiner Mutter, der Rabbinertochter Eva (Chaje) Moses Lewuw (ca. 1757 in Ansbach – 13. Mai 1823 in Trier) im Oktober 1775 in Trier geboren. Am 5. August 1788 starb sein Großvater, der Rabbiner Moses Lwów in Trier.
Samuel hat sieben weitere Geschwister:
- Heinrich (Heschel, Henry) wurde in Saarlouis geboren, wo sein Vater zeitweise als Rabbiner tätig war. Der Advokat-Anwalt Heinrich Marx ist der Vater von Karl Marx.
- Esther Marx (erste Hälfte 1786 in Trier – 16. Juli 1865 in Frankfurt am Main). Sie heiratete den Kaufmann Gabriel Kosel (1780–1857). Karl Marx, der sie 1863 besucht, wird durch fehlerhafte Testamente ihr Erbe mit allen lebenden Kindern und Enkeln.[3]
- Moyses (Moises) Marx (ca. 1788/1789 – 19. März 1808 in Trier) Schüler.
- Babette Marx (März 1789 in Trier – 7. Juni 1875 in Trier) heiratet am 19. Mai 1813 in Straßburg Alexandre Blum (1782–1862) und zieht mit ihm nach Algier. Nach dem Tode ihres Mannes wohnt sie gemeinsam mit ihrer Schwester Esther Kosel in Frankfurt am Main, wo sie 1863 Karl Marx besucht.
- Cerf (Zerf, Hirsch) Marx (geb. März 1790 in Trier) besuchte eine Trierer Schule mit Auszeichnungen (1804–1808). 1813 reist er mit seinem Bruder Samuel nach Paris um Uhrmacher zu werden. Heiratet am 11. Oktober 1819 in Aachen Henriette Medex und tritt Pfingsten 1831 mit seiner Frau und seinen sechs Kindern zum katholischen Glauben über.[4]
- Golem Levi (August 1798 in Trier – 2. August 1799 in Trier).
- Jacobus (Jacques) Marx Lewy (16. Juni 1800 in Trier – 6. Januar 1850 in Schlettstadt). 1808 bestimmt sein Bruder Samuel, dass er Jakob Marx zukünftig heißt. Er ist Kaufmann in Schlettstadt und verheiratet mit Rose Blum (1. Juni 1826). Er hat zwei Töchter, Rachel und Henriette.

### Frau und Kinder
Im Jahre 1809 heiratete Samuel Marx in Luneville Michle Brisac (Brisack) (April 1781 in Lunéville – 27. Mai 1860 in Trier).
Aus der Ehe gingen sieben Kinder hervor, die alle in Trier geboren wurden:
- Malka (Amalia) (geb. 30. Oktober 1810) heiratet um 1830 Jacob Baer in lebt in Tholey und hat zwei Kinder
- Marcus (Marc) (13. Mai 1812 – 25. März 1852 in Trier) Gärtner, ledig.
- Caroline (geb. 4. Januar 1814) heiratet am 20. August 1839 in Zweibrücken Max Gugenheim in lebt in Paris.
- Dr. Moses (Moyses) (geb. 14. Mai 1815) heiratet am 2. Juli 1858 Regina Freund und war Hebräischlehrer in Gleiwitz. Er stirbt am 30. Juli 1894 in Frankfurt a. M.[5]
- Sara (geb. 2. Juli 1819) heiratet am 22. August 1849 in Trier Israel Lazarus in lebt nach 1877 in Trier.
- Bella (Betty) (26. Oktober 1821 – 7. Februar 1906 in Tholey) heiratet den Handelsmann Jacob Baer (geb. 1802) am 11. Juni 1842. Ihr Grabstein auf dem jüdischen Friedhof in Tholey ist noch erhalten. Ihre Enkelin Elasa (Elise) Haas kommt mit ihrem Mann Wilhelm Haas 1943 in KZ Theresienstadt. Ihr Gatte stirbt dort am 14. September 1944. Sie selbst überlebt den Holocaust. Elise Haas ist eine Lyrikerin, von der fast siebzig Texte erhalten sind.
- Henriette (17. Februar 1823 – 17. Februar 1823 in Trier).

Alle Geburten meldet Samuel Marx persönlich auf dem Standesamt an. Bei der Geburt von Caroline ist auch sein Bruder Heinrich als Zeuge der Geburtsanmeldung anwesend.

## Leben
Wo Samuel Marx seine Ausbildung machte, ist bisher noch unbekannt. Als sein Vater am 24. Oktober 1804 verstarb und auf dem jüdischen Friedhof in Trier von seiner Gemeinde beigesetzt worden war, erhielt sein Sohn Samuel das Amt des Oberrabbiners in Trier, das er bis zu seinem Tode innehatte. Er wohnte die ganze Zeit über mit seiner Familie in der Synagoge (Judenschul) in Trier in der Straße Weberbach 183.

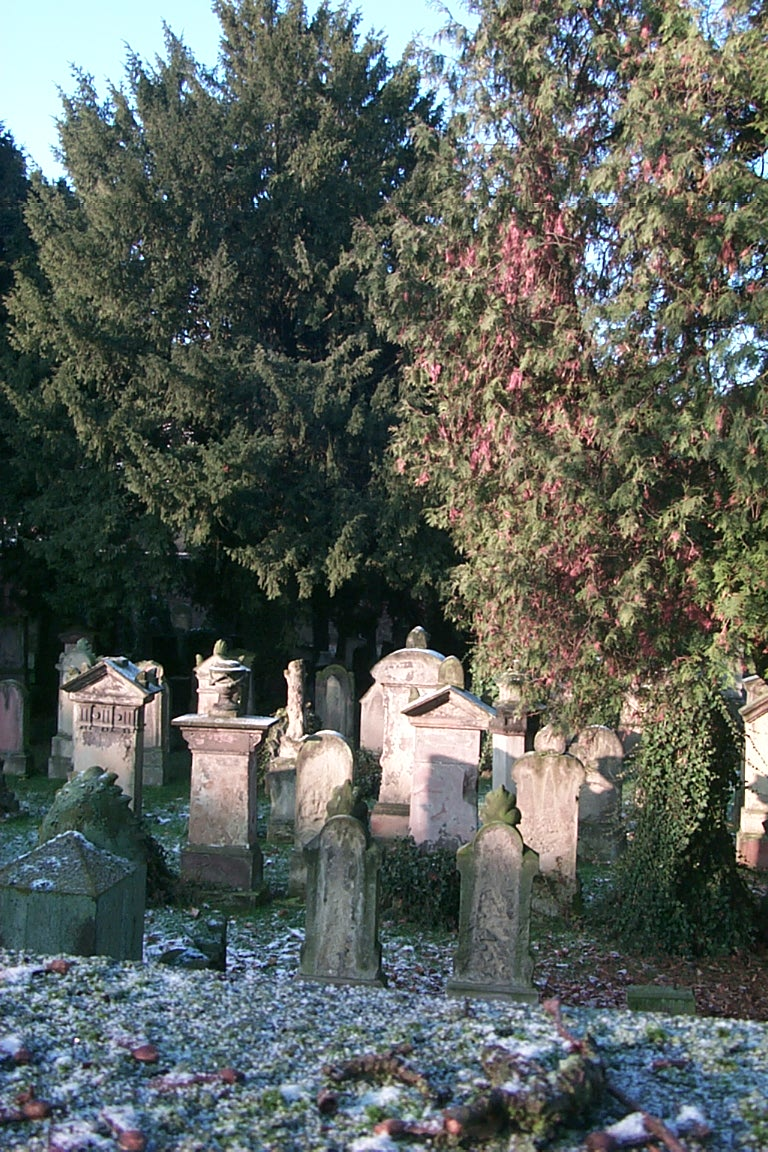
Alter Jüdischer Friedhof in Trier, hier wurden er und viele seiner Familie begraben.

Ein Höhepunkt in seinem Leben dürfte die Teilnahme an dem von Kaiser Napoleon I. einberufenen großen Sanhedrin (Hoher Rat) in Paris gewesen sein, der vom 9. Februar 1807 bis 23. Februar 1807 unter Vorsitz von David Sinzheim tagte. Die Beschlüsse des Sanhedrins wurden größtenteils von Napoleon gebilligt und führten zur wesentlichen bürgerlichen Gleichstellung der Juden im französischen Staat, auch wenn später einige Auflagen (Handelspatente, Zinsvorschriften, Diskriminierung der elsässischen und linksrheinischen Juden etc.) wieder eingeführt wurden.
Am 16. August 1807 veranstaltete die jüdische Gemeinde unter dem Vorsitz von Samuel Marx eine Feier zu Ehren von Napoleon. Samuel Marx rief „die Jugend der Israeliten“ auf. „daß sie Handwerk, den Ackerbau und die Wissenschaften erlernen sollten“. Am 4. Juli 1808 erklärte Samuel Marx gemäß Dekret vom 20. Juli 1808, für sich und seine Geschwister den Familiennamen „Marx“ anzunehmen.
Durch kaiserliches Dekret vom 13. April 1809 wurde er zum Großrabbiner und zum Vorsteher des Konsistoriums des Saar-, Wälder- und Sambre/Maas-Departements ernannt. Am 6. September des gleichen Jahres heiratete seine Mutter den Rabbiner der Hochdeutschen jüdischen Gemeinde von Amsterdam Moses Saul Löwenstamm. Am 10. August 1810 war er Trauzeuge mit seinem Bruder Heinrich Marx bei der Hochzeit seiner Schwester Esther Marx mit Gabriel Kosel in Trier.
Ende 1813 begleitete er seinen Bruder Cerf nach Paris, der dort das Uhrmacherhandwerk erlernen sollte.
Am 4. August 1814 bestätigte Samuel Marx mit sieben weiteren Zeugen, dass sein Bruder Heinrich im April 1777 in Saarlouis geboren wurde. Am 3. Juni 1815, zum Ende der napoleonischen Herrschaft, erwartete die jüdische Gemeinschaft in Trier, allerdings vergeblich, die Gleichstellung der Juden, wie sie im Judenedikt von 1812 vom preußischen  König Friedrich Wilhelm III. versprochen worden war. An der Beerdigung auf dem Jüdischen Friedhof an der Weidegasse seines Neffen Mauritz David (1815–1819), der am 15. April 1819 starb, hat Samuel sicher teilgenommen. In den Jahren ab 1823 kümmerte sich Samuel insbesondere um die Einrichtung und Förderung des Schulwesens auch für jüdische Kinder. Am 13. Mai 1823 starb seine Mutter, die in Wasserbillig (Luxemburg) wohnte, bei einem Besuch in Trier. Am 27. Februar 1827 verstarb der Trierer Oberrabbiner Samuel Marx in Trier und wurde auf dem jüdischen Friedhof begraben. Samuel und seine Familie pflegten Kontakt zu seinem Bruder Heinrich Marx und dessen Familie, auch über seinen Tod hinaus.